# Грузинка (хребет)
Хребет Грузинка, — горный хребет в южной части Абинского района Краснодарского края, проходящий параллельно и севернее Главного Кавказского хребта. Наивысшая точка хребта гора Шизе.